# 江苏省南京市人民检察院
江苏省南京市人民检察院（简称南检）是中华人民共和国江苏省南京市的检察机关。领导全市各基层人民检察院和派出检察院、专门人民检察院，依法履行法律监督职能。

## 历史沿革
1950年11月20日，南京市人民检察署成立，隶属最高人民检察署华东分署，按乙级省署编制，并成立检察委员会。1954年12月，根据《中华人民共和国人民检察院组织法》，南京市人民检察署更名为南京市人民检察院，隶属江苏省人民检察院。1959年至1962年，南京市人民检察院与南京市公安局合署办公。1966年6月文化大革命开始后，检察机关陷入瘫痪。1967年1月25日，南京市人民检察院被造反派夺权。1967年3月5日，南京市军事管制委员会成立，由江苏省军区独立二师派员实行军事管制。同年4月1日，南京市公检法临时工作委员会成立，由支左部队及部分原公检法领导组成，下设政治、侦破、办案、治安、接待、行政办公室。8月，因两派群众组织矛盾突出，工作陷于停顿状态。12月15日，公检法军管组撤离。1968年2月，南京市公检法军事管制委员会成立。1978年12月15日，南京市人民检察院重新组建。

## 职责
1. 依照法律规定对有关刑事案件行使侦查权
2. 对刑事案件进行审查，批准或者决定是否逮捕犯罪嫌疑人
3. 对刑事案件进行审查，决定是否提起公诉，对决定提起公诉的案件支持公诉
4. 依照法律规定提起公益诉讼
5. 对诉讼活动实行法律监督
6. 对判决、裁定等生效法律文书的执行工作实行法律监督
7. 对监狱、看守所的执法活动实行法律监督
8. 履行法律规定的其他职权

## 机构设置
- 办公室
- 第一检察部
- 第二检察部
- 第三检察部
- 第四检察部
- 第五检察部
- 第六检察部
- 第七检察部
- 第八检察部
- 第九检察部
- 政研室
- 案件管理部
- 信息技术部
- 组织人事处
- 宣传处
- 教育处
- 计财装备处
- 检务督察处
- 机关党委
- 离退休干部处

事业单位
- 检察官培训中心

## 历任领导
历任检察长
| 姓名   | 任期                 | 备注 |
| ------ | -------------------- | ---- |
| 葛晓燕 | 2011年1月－2016年1月 |      |
| 范群   | 2017年1月－2021年3月 |      |
| 黄利民 | 2021年3月－2023年1月 |      |
| 熊毅   | 2023年1月－          |      |